# Zirka Kropyvnytsky
FC Zirka Kropyvnytsky (Oekraïens: ФК "Зірка) is een Oekraïense voetbalclub uit Kropyvnytsky, tot 2016 heette die stad Kirovohrad.
In 1911 werd voorganger Elvorti Jelisavetgrad opgericht maar deze verdween in 1917. De club werd in 1922 opgericht en na het uiteenvallen van de Sovjet-Unie begon de club op het derde niveau. In 1994 promoveerde de club en in 1995 werd de club meteen kampioen in de Persja Liha en promoveerde naar de Vysjtsja Liha. Na vijf seizoenen op het hoogste niveau degradeerde Zirka in 2000. In 2003 werd de club weer kampioen en promoveerde weer. In 2004 kwam de club echter in de financiële problemen en degradeerde vrijwillig naar de Droeha Liha B. Op 11 juli 2006 werd de club failliet verklaard.
In 2007 werd de in 2000 opgerichte stadgenoot FC Olimpik Kirovohrad in de Droeha Liha B geplaatst en ging in het Zirka-stadion spelen. Zirka speelde dat jaar weer op regionaal amateurniveau. In 2008 wisselden Zirka en Olimpik van naam en licentie. Sindsdien speelde Zirka weer op het derde niveau en Olimpik weer bij de amateurs. In 2009 werd Zirka kampioen en promoveerde weer naar het tweede niveau. In 2016 won Zirka de Persja Liha en promoveerde naar de Premjer Liha. In 2018 degradeerde de club na play-off wedstrijden tegen Desna Tsjernihiv. Halverwege het seizoen 2018/19 trok de club zich terug uit de Persja Liha vanwege een corruptieschandaal.

## Historische namen
- 1922-27: Chervona Zirka
- 1928-35: Metalist
- 1935-43: Sil'mash
- 1949-51: Traktor
- 1951-57: Torpedo
- 1958-61: Zirka
- 1962: Dynamo
- 1963–93: Zirka
- 1993-97: Zirka-NIBAS
- 1998-heden: Zirka

## Erelijst
- Persja Liha: 1995, 2003, 2016
- Droeha Liha B: 2009